# Paul Konerko
Paul Henry Konerko (Providence, 5 marzo 1976) è un ex giocatore di baseball statunitense. Professionista nella Major League Baseball (MLB), ha giocato dal 1999 al 2014 nei Chicago White Sox nel ruolo di prima base. In precedenza ha giocato con i Los Angeles Dodgers (1997-1998) e i Cincinnati Reds (1998). Con i White Sox ha vinto le World Series del 2005.

## Dal college alla MLB
Ha frequentato la Chaparral High School in a Scottsdale (Arizona); dopo aver condotto la squadra della scuola ai campionati statali, fu nominato giocatore dell'anno da due testate locali, The Arizona Republic e Phoenix Gazette.
Durante il suo ultimo anno al liceo Konerko fu valutato come il miglior ricevitore della nazione.
Poi l'arrivo in Major League (passando per il triplo A), dove ha giocato in maniera discontinua nel 1997 e nel 1998 nelle file della squadra californiana dei Los Angeles Dodgers.
Nel corso della stagione 1998 i Dodgers lo cedettero insieme a Dennys Reyes ai Cincinnati Reds in cambio del lanciatore Jeff Shaw.. Konerko ha giocato 26 partite con i Reds.

## Chicago White Sox
L'11 novembre 1998 i Reds cedettero Konerko ai Chicago White Sox in cambio di Mike Cameron.
Nel 1999 Konerko chiuse la stagione con 24 fuoricampo e 81 punti battuti a casa (RBI).
Nel 2000 i White Sox chiusero la stagione regolare con un record di 95 vittorie e 67 sconfitte, arrivando ai playoff per la prima volta dal 1993. Konerko si mantenne sulle cifre dell'anno prima con 21 fuoricampo e 97 RBI. I White Sox furono però spazzati via 3-0 dai Seattle Mariners al primo turno di play-off.
Fino al 2004 pochi risultati sia per la squadra che per Konerko, con una sola convocazione all'All-Star Game all'attivo, nel 2002.
Nel 2004 a livello personale concluse una grande stagione con 41 fuoricampo (2° dell'American League) e 117 RBI (6° in AL).
Nel 2005 la stagione fu eccezionale sia per Konerko, che chiuse la stagione regolare con 40 fuoricampo, sia per i White Sox che sconfissero i Los Angeles Angels of Anaheim nella American League Championship Series (ALCS), aggiudicandosi il titolo di lega. Infine nelle World Series sconfissero gli Houston Astros.
Dopo la vittoria nel 2005 alle World Series, Konerko ha firmato un quinquennale di 60 milioni di dollari con i White Sox il 30 novembre 2005, dopo aver riferito di aver rifiutato offerte più redditizie sia dai Los Angeles Angels e sia dai Baltimore Orioles.
Konerko ha concluso la stagione 2006 con 35 fuoricampo, arrivando per il terzo anno consecutivo nella top 10 dell'American League, dopo aver colpito 41 fuoricampo nel 2004 (2° in AL) e 40 nel 2005 (5° in AL).
Nel 2010 fu secondo nell'American League per fuoricampo con 39.
Al termine della stagione 2012 Konerko è in seconda posizione nella classifica dei fuoricampisti di tutti i tempi dei White Sox con 415 fuoricampo, dietro Frank Thomas a 448.

## Riconoscimenti

### Club
- World Series: 1

Chicago White Sox: 2005

### Individuale
- MVP dell'American League Championship Series: 1

2005
- Major League Baseball All-Star Game: 6

2002, 2005, 2006, 2010, 2011, 2012
- Roberto Clemente Award: 1

2014
- Giocatore del mese: 1

AL: giugno 2002
- Giocatore del settimana: 6

AL: 31 agosto 2003, 18 giugno 2006, 2 maggio 2010, 10 aprile 2011, 29 aprile e 27 maggio 2012
- Numero 14 ritirato dai Chicago White Sox